# فرمان مخفی امپراتوری بوگو
فرمان مخفی امپراتوری بوگو (به ژاپنی: 戊午の密勅 ぼごのみっちょく) یا دستور محرمانه امپراتوری بوگو، رویدادی بود که در آن امپراتور کومی شخصاً در روز ۸ از ماه هشتم ۱۸۵۸ قمری (۱۴ سپتامبر ۱۸۵۸) یک فرمان امپراتوری را به قلمرو میتو اعطا کرد و به آنها دستور داد تا دولت شوگون‌سالاری را پس از امضای پیمان دوستی و تجارت بین ایالات متحده و ژاپن بدون تحریم امپراتوری اصلاح کنند. این فرمان بدون طی مراحل رسمی (بازدید کانپاکو کوجو هیساتادا) اعطا شد.
این فرمان امپراتوری همچنین در ۱۰ اوت، دو روز پس از خاندان میتو، از طریق اوکوبو کازوئو، مقام دربار امپراتوری، به شوگون‌سالاری ابلاغ شد. سپس نسخه‌هایی از آن توسط خانواده‌های نایب‌السلطنه (کانپاکو) و سایر افراد برای دایمیوهای قدرتمند ارسال شد.
نکته قابل توجه این بود این فرمان که ابتدا به قلمرو میتو صادر شد و شوگون‌سالاری را برخلاف رویه دور زد. شوگون‌سالاری خواستار بازگرداندن فرمان امپراتوری شد، اما در ماه سپتامبر، برخی از سامورایی‌ها و شهروندان قلمرو با این امر مخالفت کردند.

## زمینه
زمانی قرار بود مذاکرات تجاری با سرکنسول آمریکا، هریس، انجام شود، شوگون‌سالاری از امپراتور کومی درخواست مجوز امپراتوری برای امضای پیمان دوستی و تجارت بین ایالات متحده و ژاپن کرد. با این حال، امپراتور کومی تصمیم گرفت این درخواست را به تعویق بیندازد. بی‌سابقه بود که دربار امپراتوری به درخواست شوگون‌سالاری پاسخ ندهد. شوگون‌سالاری که توسط هریس برای امضا تحت فشار قرار گرفته بود، پیمان را بدون مجوز امپراتوری امضا کرد. کومی چنان خشمگین شد که شروع به درخواست اخراج خارجی‌ها کرد.
در هشتم ژوئیه، سه روز پس از آنکه توکوگاوا ناری‌آکی و ماتسودایرا شونگاکو از میتو به دلیل «ورود بی‌موقع به قلعه» مجازات شدند، ایی نائوسوکه سمت جدیدی به نام گایکوکو بوگیو «قاضی امور خارجه» ایجاد کرد، سمتی که می‌توان گفت در دفاع ساحلی و امور خارجه تخصص دارد، و میزونو تادانوری، ناگای هیساشی، اینوئه کیونائو، هوری توشیهیرو و ایواسه را به عنوان قاضی امور خارجه منصوب کرد. همه آنها از رفقای ایواسه و از اعضای جناح هیتوتسوباشی بودند. هیچ‌کس در میان معتمدان ایی یا جناح نانکی نبود که دیپلماسی را درک کند، اما توانایی شگفت‌انگیز ایی در انجام چنین اقداماتی مشهود بود. قاضی شدن، بالاترین مقام اداری، برای همه یک ترفیع بود. به زبان امروزی، مانند «ارتقاء به معاون وزیر» است.
ایواسه تاداناری رتبه‌اش ارتقا یافته بود. حداقل حقوق تضمین شده برای یک قاضی ۲۰۰۰ ککو بود. ایواسه به یک هاتاموتوی بزرگ با حقوق ۲۰۰۰ ککو و ۲۰۰ ریو تبدیل شد. با این سیستم، شوگون‌سالاری پیمان پنج کشور آنسی را یکجا منعقد کرد. ایواسه پیمان دوستی و تجارت بین ایالات متحده و ژاپن را در ۱۹ ژوئن ۱۸۵۸ امضا کرد، سپس در ۸ ژوئیه سمت قاضی امور خارجه را بر عهده گرفت. دو روز بعد، در ۱۰ ژوئیه، او پیمان دوستی و تجارت بین هلند و ژاپن را امضا کرد، سال بعد در ۱۱ ژوئیه، و پیمان دوستی و تجارت بین بریتانیا و ژاپن را در ۱۸ ژوئیه امضا کرد. سپس در ۳ سپتامبر پیمان دوستی و تجارت بین فرانسه و ژاپن را امضا کرد و دو روز بعد در ۵ سپتامبر به مقام ساکوجی-بوگیو تنزل مقام یافت.
حتی اگر هیچ اتفاقی نمی‌افتاد، ممکن بود ایواسه تاداناری بلافاصله تنزل مقام یابد. با این حال، در ۸ اوت (۱۴ سپتامبر ۱۸۵۸)، یک ماه پس از تأسیس قاضی خارجی، اتفاق باورنکردنی رخ داد. دربار امپراتوری فرمان امپراتوری را به قلمرو میتو اعطا کرد. این فرمان به اصطلاح «فرمان امپراتوری مخفی بوگو» است.

## بررسی اجمالی
در آخرین روزهای شوگون‌سالاری توکوگاوا، در پنجمین سال دوره آنسی (۱۸۵۸)، دربار امپراتوری فرمانی امپراتوری برای اخراج خارجی‌ها به توکوگاوا ناری‌آکی، ارباب سابق قلمرو میتو، صادر کرد. هنگامی که روابط بین شوگون‌سالاری، به نمایندگی شوگون توکوگاوا ایه‌سادا و مشاور ارشد ایی نائوسوکه و دربار امپراتوری، به نمایندگی امپراتور کومی و نایب‌السلطنه کوجو هیساتادا، بر سر موضوع تصویب معاهده و جانشینی شوگون رو به وخامت گذاشت، سامورایی قلمرو میتو، اوکای کیچیزائمون تومونوبو و سامورایی قلمرو ساتسوما، کوساکابه ایساجیرو، که اعضای جناح هیتوتسوباشی بودند، سعی کردند وزیر چپ، کونوئه تاداهیرو، را متقاعد کنند که توکوگاوا ناری‌آکی را به اخراج خارجی‌ها متقاعد کند. در ۷ اوت، دربار امپراتوری تصمیم گرفت نه تنها فرمان امپراتوری را به قلمرو میتو، بلکه به شوگون‌سالاری نیز صادر کند و روز بعد، فرمان امپراتوری به میتو به اوکای داده شد تا به سایر قلمروها ابلاغ شود و فرمان امپراتوری به شوگون‌سالاری نیز در دهم اوت صادر شد. در شوگون‌سالاری، مقام ارشد مانابه آکیکاتسو و دیگران به قلمرو میتو دستور دادند تا از انتقال پیام جلوگیری کنند و ضمن اعزام مانابه به کیوتو برای تفسیر پیمان و ترویج اتحاد دربار امپراتوری و شوگون‌سالاری، پاکسازی آنسی را انجام دادند. در میتو، بین کسانی که از دربار امپراتوری (جناح رادیکال طرفدار امپراتوری و جناح طرفدار ژاپن) و کسانی که از شوگون‌سالاری حمایت می‌کردند، درگیری ایجاد شد و سال بعد، به درخواست شوگون‌سالاری، دربار امپراتوری فرمانی برای بازگرداندن فرمان امپراتوری به قلمرو میتو صادر کرد. این دستور برای بازگرداندن فرمان، اوضاع را پیچیده‌تر کرد و رونین‌های میتو تا جایی پیش رفتند که منجر به ترور ایی نائوسوکه در بیرون دروازه ساکورادامون شد (حادثه دروازه ساکورادامون). با این حال، پس از مرگ توکوگاوا ناری‌آکی بر اثر بیماری، در ژوئن ۱۸۶۲، اوهارا شیگه‌نوری، فرستاده امپراتوری، به ادو فرستاده شد تا در مورد سه سیاست به شوگون‌سالاری مشاوره دهد: رهبری مشترک توسط دربار و شوگون‌سالاری (اتحاد بین دربار امپراتوری و شوگون‌سالاری)، اخراج کامل بیگانگان و کمک به هیتوتسوباشی یوشینوبو به عنوان سرپرست شوگون. مشاور ارشد، میزونو تادایوشی، از قلمرو میتو خواست که به جای بازگرداندن فرمان امپراتوری، آن را علنی کنند و دو قلمرو موافقت کردند که فرمان امپراتوری را بپذیرند و مسئله حل شد.

## نتایج
در ۵ سپتامبر ۱۸۵۸، ایواسه از سمت قاضی امور خارجه به قاضی ساخت و ساز تنزل مقام یافت. سپس، حدود یک سال بعد، در اوت ۱۸۵۸، او از سمت خود به عنوان قاضی ساخت و ساز برکنار و در پاکسازی آنسی به «حبس دائم» محکوم شد. در آن زمان، یاسوشیما تاتواکی از قلمرو میتو و هاشیموتو سانای از قلمرو فوکوئی به اعدام محکوم شدند.
دربار امپراتوری که بدون هیچ ملاحظه‌ای به قلمرو میتو فرمان امپراتوری محرمانه‌ای داده بود، به‌طور قابل درکی متزلزل شد. دربار امپراتوری با تأیید انعقاد پیمان ژاپن و آمریکا، به شوگون‌سالاری حکم امپراتوری اعطا کرد و اظهار داشت که «تردیدهای امپراتور برطرف شده است» و «سیاست انزوای ملی و اخراج خارجی‌ها به تعویق خواهد افتاد.» این یک واقعیت تاریخی بسیار مهم در مورد تاریخ پایان دوره ادو است.
شوگون‌سالاری از قلمرو میتو خواست تا فرمان امپراتوری را به شوگون‌سالاری بازگرداند و در دسامبر سال ششم آنسی، دربار امپراتوری نیز به قلمرو میتو دستور داد تا آن را به شوگون‌سالاری بازگرداند، اما جناح افراطی درون قلمرو (که بعدها به حزب تنگو معروف شد) از این امر پیروی نکرد و یک درگیری داخلی خونین بین قلمرو و حزب شوسی (شوسیتو 諸生党 しょせいとう) آغاز شد که به دنبال اتخاذ سیاست همکاری با شوگون‌سالاری بود. در نتیجه این درگیری، افراط‌گرایان از قلمرو خود فرار کردند و وارد ادو شدند، جایی که باعث حمله تروریستی معروف به «حادثه ساکورادامون» شدند.
دولت جدید ساتسوما-چوشو نیاز داشت «وانمود کند» که «کارآفرین» و «روشنفکر» است. آنها تاریخی نوشتند که به نظر می‌رسید این آنهار بودند که «کشور را گشوده‌اند»، نه تنها دستاوردهای مقام‌های شوگون‌سالاری با حساسیت مدرن که از «دوران مدرن توکوگاوا» حمایت می‌کردند را پنهان کردند، بلکه وجود «دوران مدرن توکوگاوا» را نیز از بین بردند.

### پاکسازی آنسی
نکته قابل توجه این بود این فرمان که ابتدا به قلمرو میتو صادر شد و شوگون‌سالاری را برخلاف رویه دور زد. شوگون‌سالاری خواستار بازگرداندن فرمان امپراتوری شد، اما در ماه سپتامبر، برخی از سامورایی‌ها و شهروندان قلمرو با این امر مخالفت کردند و به‌طور دسته جمعی از میتو به ادو رفتند و بیش از ۱۰۰۰ نفر در شهر ماتسودو، چیبا در استان چیبا جمع شدند. درست زمانی که سرانجام آشوب فروکش کرد، خبر رسید که اوگای کیچیزائمون، سرپرست کیوتوی قلمرو میتو، و پسرش توسط کیوتو ماچی-بوگیو (دفتر قاضی کیوتو) بازداشت شده‌اند. این آغاز پاکسازی آنسی بود. در پاسخ به این تحولات، هزاران سامورایی و شهروند از قلمرو میتو بار دیگر به سمت ادو حرکت کردند. توکوگاوا ناری‌آکی، ارباب سابق قلمرو میتو و پدر شوگون پانزدهم و پسرش توکوگاوا یوشی‌آتسو نه تنها نامه‌ای دستورالعمل صادر کردند و سعی در آرام کردن جنبش داشتند، بلکه در اوت ۱۸۵۹ (آنسی ۶) کانه‌موتو ماگوجیرو ja:金子孫二郎 را که در مرکز جنبش بود، توبیخ کردند. در این میان، در ۲۷ اوت همان سال، مجازات ناری‌آکی، یوشی‌آتسو و دیگران تعیین شد. مجازات‌ها شدید بودند، ناری‌آکی در میتو تحت بازداشت خانگی دائمی قرار گرفت، یوشی‌آتسو بازداشت شد، شوگون بعدی توکوگاوا یوشینوبو بازنشسته و در بازداشت خانگی قرار گرفت، إجیما تاته‌واکی ja:安島帯刀، خادم ارشد، مجبور به انجام سپوکو با شمشیر خود شد و اوگای کیچیزائمون ja:鵜飼吉左衛門 و چینونه ایونوسوکه  به اعدام محکوم شدند.